# Erica vallis-aranearum
Erica vallis-aranearum är en ljungväxtart som beskrevs av E. G.H Oliver. Erica vallis-aranearum ingår i släktet klockljungssläktet, och familjen ljungväxter. Inga underarter finns listade i Catalogue of Life.